# Distretto di Lenti
Il distretto di Lenti (in ungherese Lenti járás) è un distretto dell'Ungheria, situato nella provincia di Zala.